# 贝本塞
贝本塞是德国石勒苏益格－荷尔斯泰因州的一个市镇。总面积6.68平方公里，总人口631人，其中男性300人，女性331人（2011年12月31日），人口密度94人/平方公里。